# Molophilus serratus
Molophilus serratus là một loài ruồi trong họ Limoniidae. Chúng phân bố ở miền Cổ bắc.